# Crapeaumesnil
 Crapeaumesnil  es una población y comuna francesa, en la región de Picardía, departamento de Oise, en el distrito de Compiègne y cantón de Lassigny.

## Demografía
| 110 | 87 | 86 | 89 | 115 | 130 |
| Para los censos de 1962 a 1999 la población legal corresponde a la población sin duplicidades (Fuente: INSEE [Consultar]) |    |    |    |     |     |